# Carburo di molibdeno
Il carburo di molibdeno è il composto binario di formula Mo2C; è un materiale ceramico refrattario simile al carburo di tungsteno. Mo2C è l'unico carburo stabile a temperatura ambiente nel sistema molibdeno–carbonio. A temperature sopra i 1600 °C sono stabili varie altre fasi, tra le quali MoC e Mo3C2. Viene usato in acciai speciali e come additivo in carburi cementati per fabbricare utensili da taglio.

## Struttura
Il carburo di molibdeno Mo2C esiste in varie forme cristalline. La struttura stabile a temperatura ambiente fu originariamente determinata come esagonale. Riesaminata più recentemente anche tramite misure di diffrazione neutronica, la struttura risulta invece ortorombica, gruppo spaziale Pbcn, con costanti di reticolo a = 472 pm, b = 600 pm e c = 520 pm.

## Sintesi
Il carburo di molibdeno fu preparato per la prima volta nel 1893 da Henri Moissan riducendo ossido di molibdeno con carbone in un forno ad arco elettrico. Attualmente il carburo di molibdeno si prepara riducendo MoO2 o MoO3 con carbone a 1500 °C. Alternativamente si può ottenere per reazione diretta tra polvere di molibdeno e grafite o nerofumo a 1500 °C.

## Proprietà
Mo2C si presenta come una polvere grigia inodore, praticamente insolubile in acqua, molto stabile in presenza di acidi non ossidanti, ma solubile in acido nitrico o acido solforico a caldo. A temperatura elevata (>500 °C) è ossidato dall'aria.

## Applicazioni
Mo2C è usato in primo luogo in acciai speciali. Viene impiegato inoltre assieme a carburo di titanio e nichel metallico per produrre carburi cementati privi di tungsteno da impiegare come utensili da taglio.